# Ángel Sancho Campo
Ángel Sancho Campo (Valdeolmillos, 31 de enero de 1930-Palencia, 9 de diciembre de 2016) fue un sacerdote español, miembro del equipo fundacional de Las Edades del Hombre y vinculado a la protección y conservación del legado histórico y artístico de la Iglesia Católica en España.
Cursó estudios de Humanidades, Filosofía y Teología en el Seminario Mayor San José de Palencia. Fue ordenado sacerdote en 1953 y después cursó estudios de licenciatura, doctorado y especialización en la Universidad de Roma, de la que fue nombrado prelado de honor por el papa Juan Pablo II. 
Fue responsable de la Comisión para el patrimonio cultural de la Conferencia Episcopal Española, así como de la Comisión mixta Obispos-Junta de Castilla y León, así como académico de la Institución Tello Téllez de Meneses de Palencia desde el 10 de marzo de 1975. Durante muchos años desempeñó el cargo de delegado de Patrimonio de la Diócesis de Palencia, quien le debe la creación del Museo Diocesano, del que también fue director.
En 2013 fue galardonado con Premio Castilla y León de Restauración y Conservación del Patrimonio. Como escritor, se dedicó a la divulgación e investigación del arte religioso, en especial del vinculado a su tierra, Palencia.

## Muerte
Falleció el viernes 9 de diciembre de 2016 en el hospital Río Carrión de Palencia, donde había ingresado dos días antes. La muerte se produjo pasados unos minutos de las 8 de la mañana. Los restos mortales se velaron en el Tanatorio de Palencia y el funeral se celebró el sábado 10 de diciembre a las 11 horas en la Catedral de san Antolín de la capital palentina.

## Obras
- Saber mirar el Arte Sacro. Estudios y reflexiones.
- El arte sacro en Palencia. Vol I.
- El arte sacro en Palencia. Vol II.
- El arte sacro en Palencia. Vol III.
- Husillos: Iglesia de Santa María.
- Dos pueblos palentinos y sus templos: Montoto de Ojeda y Paradilla del Alcor.
- ARS SACRA, N.º 7 (SEPTIEMBRE 98).
- La Catedral de Palencia: Un lecho de catedrales.
- Guía del Museo Diocesano de Palencia. Origen, formación y estado actual.
- La Catedral de Palencia. Capilla de San Sebastián. Restauración.
- Santa María y Santiago en el arte palentino.